# Église Saint-Martin (Schliersee)

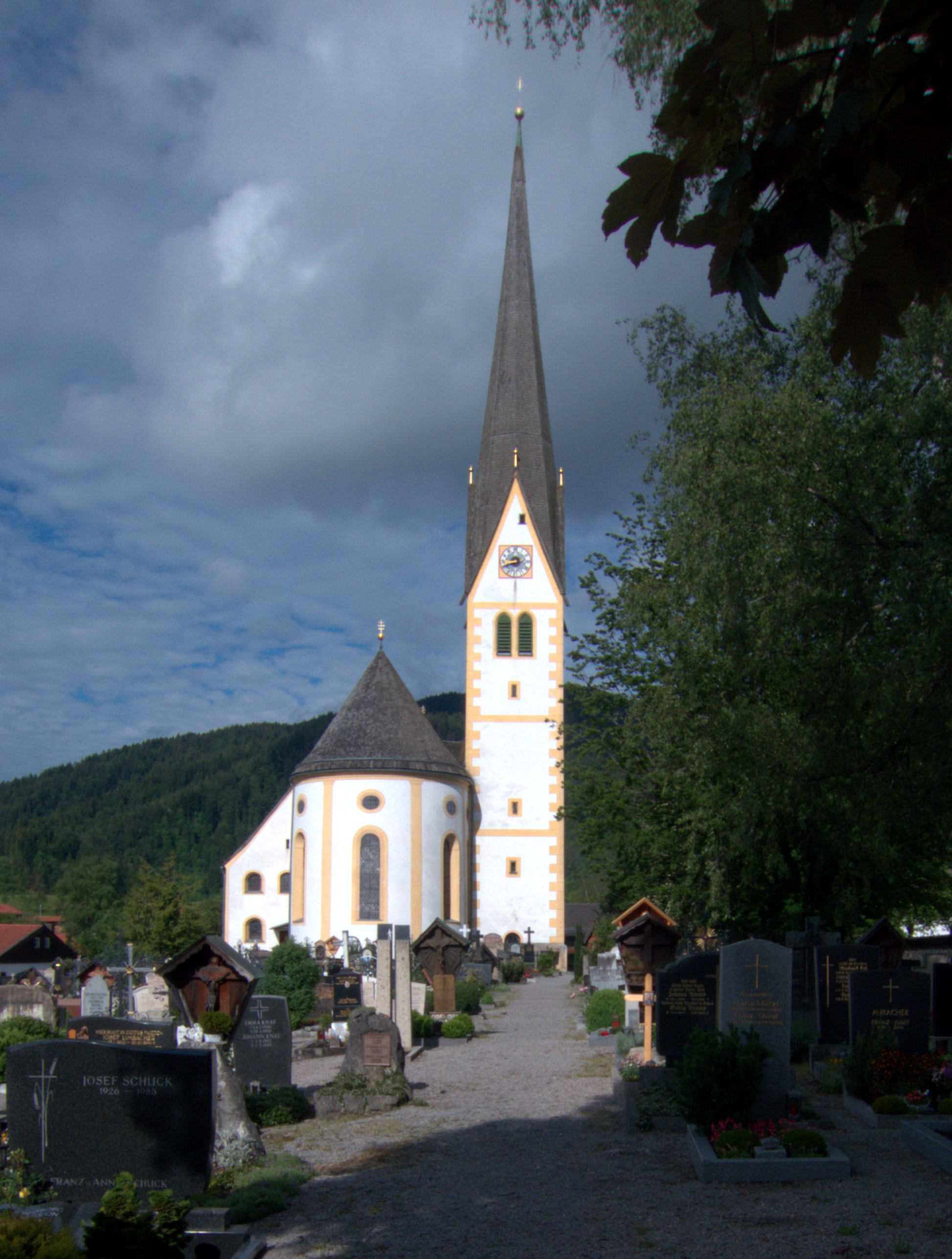
L'église Saint-Martin et son aître (2016).

Pour les articles homonymes, voir Église Saint-Martin.
L'église Saint-Martin de Westenhofen bei Schliersee est une église bavaroise du XVIIIe siècle, mêlant styles gothique tardif et baroque. Restaurée dans les années 1970, il s'agit aujourd'hui d'un monument historique protégé.
L'église possède un aître, dans lequel sont enterrées plusieurs personnalités célèbres, parmi lesquelles le prince Georges-Guillaume de Hanovre et son épouse la princesse Sophie de Grèce.